# Lars Saabye Christensen
Lars Saabye Christensen, född 21 september 1953 i Oslo, är en norsk författare.
Christensen debuterade 1976 med diktsamlingen Historien om Gly. Han har skrivit en rad dikter och skådespel men utmärkt sig mest som romanförfattare.
Han är medlem av Norska Akademien.